# 주도 (전한)
주도(朱悼, ? ~ ?)는 전한 초기의 제후로, 공신 주통의 아들이다.

## 행적
문제 후원년(기원전 163년), 주통의 뒤를 이어 중읍후(中邑侯)에 봉해졌다.
경제 후3년(기원전 141년), 죄를 지어 봉국이 폐지되었다.

## 출전
- 사마천, 《사기》 권18 고조공신후자연표
- 반고, 《한서》 권16 고혜고후문공신표

| 전임 아버지 중읍정후 주통 | 전한의 중읍후 기원전 162년 ~ 기원전 141년 | 후임 (폐지) |